# Електричні властивості мінералів
Електричні властивості мінералів, тобто здатність проводити електричний струм, визначаються електричними властивостями атомів, які утворюють мінерал, і електричною структурою мінералу (електронною будовою атомів, їх розташуванням, взаємодією). Електропровідність мінералів оцінюється питомою електропровідністю σ=1/ρ. 

## Класифікація
Залежно від величини ρ мінерали діляться на: 
- провідники (ρ = 10-6 - 102 Ом; самородні метали);
- напівпровідники (ρ=103 - 1010 Ом; чимало сульфідів і оксидів);
- діелектрики (ρ=1010 - 1017 Ом; кварц, кальцит, гіпс тощо).

## Особливі властивості
Особливі електричні властивості мінеральних кристалів – піроелектричні та п’єзоелектричні. Піроелектрика – електрика, яка збуджується в кристалах нагріванням. Це явище найкраще вивчено в кристалах турмаліну і використовується на практиці, наприклад, у сонячних батареях. П’єзоелектрика – електрика, яка збуджується у кристалах під впливом їх розтягування або стискування.
Цей ефект вперше встановлено в кристалах кварцу й ілюструє перетворення механічної енергії в електричну. Теоретично наділені п’єзоелектричними властивостями мінерали без центра інверсії, тобто 20 із 32 видів симетрії. П’єзоелектричні властивості кристалів широко використовуються в науці та техніці.

## Застосування
На електричних властивостях мінералів базується розділення мінералів в електростатичних сепараторах, а також електророзвідка мінеральних родовищ.